# Unterseeboot 386
Le Unterseeboot 386 (ou U-386) est un sous-marin allemand (U-Boot) de type VII.C utilisé par la Kriegsmarine (marine de guerre allemande) pendant la Seconde Guerre mondiale.

## Construction
L'U-386 est un sous-marin océanique de type VII C. Construit dans les chantiers de Howaldtswerke AG à Kiel, la quille du U-386 est posée le 16 mai 1941 et il est lancé le 19 août 1942. L'U-386 entre en service deux mois plus tard.

## Historique
Mis en service le 10 octobre 1942, l'Unterseeboot 386 reçoit sa formation de base sous les ordres de l'Oberleutnant zur See Hans-Albrecht Kandler à Kiel en Allemagne au sein de la 5. Unterseebootsflottille jusqu'au 10 juin 1943, puis l'U-386 intègre sa formation de combat dans la 6. Unterseebootsflottille à la base sous-marine de Saint-Nazaire en France. 
L'U-386 réalise quatre patrouilles de guerre, coulant un navire marchand ennemi de 1 997 tonneaux au cours de ses 134 jours en mer.
Pour  sa première patrouille, l'U-386 quitte le port de Kiel sous les ordres de l'Oberleutnant zur See Hans-Albrecht Kandler le 15 avril 1943.

Le 25 avril 1943, il coule un navire marchand britannique de 1 997 tonneaux.
Trois jours plus tard, le 28 avril 1943, en attaquant le convoi ON(S)-5, l'U-Boot subit de graves dommages dus à la contre-attaque de l'escorte du convoi.
Après 27 jours en mer, il rejoint la base sous-marine de Saint-Nazaire le 11 mai 1943.
Le 10 juin 1943, l'Oberleutnant zur See Fritz Albrecht prend le commandement de l'U-386.
Il quitte Saint-Nazaire pour sa deuxième patrouille le 29 juin 1943 et après dix jours en mer, y revient le 8 juillet 1943.
Sa troisième patrouille commence le 29 août 1943 lorsqu'il appareille de Saint-Nazaire.

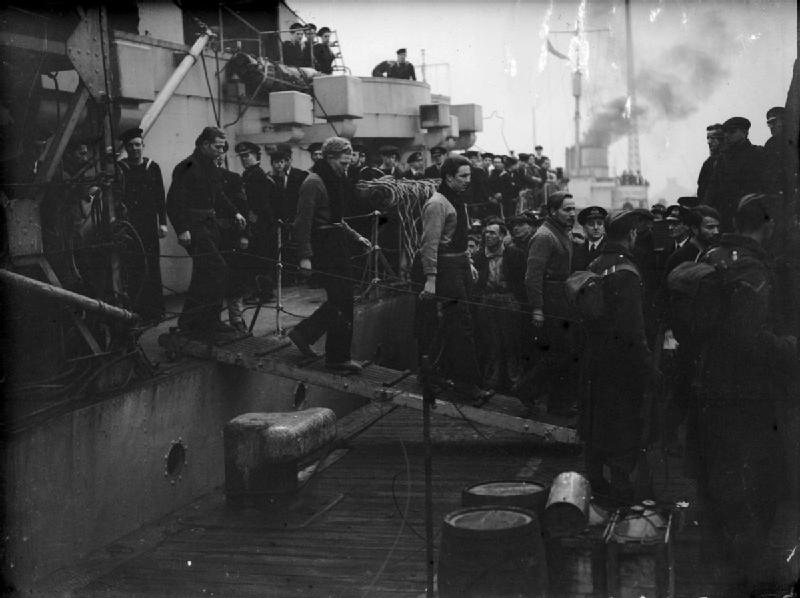
Survivants des U-386 et U-406 amenés par le HMS Spey à Liverpool.

Le 6 septembre 1943, il subit une attaque surprise d'un avion non identifié dans l'Atlantique au large du Cap Finisterre lorsque le dispositif d'alerte de radar Wanze a omis d'enregistrer la menace[pas clair].
Le 20 septembre 1943, l'U-386 est attaqué au sud-ouest de l'Islande à la position géographique de 57° 40′ N, 29° 48′ O par une torpille lancée d'un bombardier britannique Consolidated B-24 Liberator (Squadron 120/F) qui crut à ce moment avoir coulé le U-338, mais qui était en fait contre l'U-386, qui s'en échappe en bon état. 
Le 21 septembre 1943, l'U-386 abandonne une attaque contre le convoi ON-202 dans l'Atlantique après une contre-attaque à la charge de profondeur.
Après 41 jours en mer, l'U-386 accoste à Saint-Nazaire le 8 octobre 1943.
Pour sa quatrième patrouille, il appareille de la base de Saint-Nazaire le 26 décembre 1943. Après 56 jours en mer, l'U-386 est coulé le 19 février 1944 dans l'Atlantique Nord à la position géographique de 48° 51′ N, 22° 44′ O par des charges de profondeur lancées de la frégate britannique HMS Spey. 
33 des 49 membres d'équipage meurent dans cette attaque, il y a 16 survivants.

## Affectations successives
- 5. Unterseebootsflottille à Kiel du 10 octobre 1942 au 30 avril 1943 (entrainement)
- 6. Unterseebootsflottille à Saint-Nazaire du 1er mai au 19 février 1944 (service actif)

## Commandement
- Oberleutnant zur See Hans-Albrecht Kandler du 10 octobre 1942 à 10 juin 1943
- Oberleutnant zur See Fritz Albrecht du 10 juin 1943 à 19 février 1944

## Patrouilles
|       | Commandant                  | Départ           | Départ        | Arrivée         | Arrivée       | Jours     | Succès  |
| ----- | --------------------------- | ---------------- | ------------- | --------------- | ------------- | --------- | ------- |
| 1     | Oblt. Hans-Albrecht Kandler | 15 avril 1943    | Kiel          | 11 mai 1943     | Saint-Nazaire | 27 jours  | 1 997   |
| 2     | Oblt. Fritz Albrecht        | 29 juin 1943     | Saint-Nazaire | 8 juillet 1943  | Saint-Nazaire | 10 jours  |         |
| 3     | Oblt. Fritz Albrecht        | 29 août 1943     | Saint-Nazaire | 8 octobre 1943  | Saint-Nazaire | 41 jours  |         |
| 4     | Oblt. Fritz Albrecht        | 26 décembre 1943 | Saint-Nazaire | 19 février 1944 | Coulé         | 56 jours  |         |
| Total | Total                       | Total            | Total         | Total           | Total         | 134 jours | 1 997 t |

Note : Oblt. = Oberleutnant zur See

### Opérations Wolfpack
L'U-386 a opéré avec les Wolfpacks (meute de loups) durant sa carrière opérationnelle.
1. Star (27 avril 1943 - 30 avril 1943)
2. Leuthen (15 septembre 1943 - 21er septembre 1943)
3. Stürmer (26 janvier 1944 - 3 février 1944)
4. Igel 1 (3 février 1944 - 17 février 1944)
5. Hai 1 (17 février 1944 - 19 février 1944)

## Navires coulés
L'Unterseeboot 386 a coulé un navire marchand ennemi de 1 997 tonneaux au cours des quatre patrouilles (134 jours en mer) qu'il effectua.
| Date          | Nom       | Nationalité | Tonnage (GRT) | Convoi | Fait  |
| ------------- | --------- | ----------- | ------------- | ------ | ----- |
| 25 avril 1943 | Rosenborg | Royaume-Uni | 1 997         | RU-71  | Coulé |

### Source et bibliographie
- (en) Cet article est partiellement ou en totalité issu de l’article de Wikipédia en anglais intitulé « German submarine U-386 » (voir la liste des auteurs).
- Chris Bishop, historien militaire (trad. de l'anglais par Christian Muguet), Les sous-marins de la Kriegsmarine : 1939-1945 : le guide d'identification des sous-marins [« The spellmount submarine identification guide : Kriegsmarine U-boats 1939-1945 »], Paris, Éd. de Lodi, 2008, 192 p. (ISBN 978-2-84690-327-1, OCLC 470721805, BNF 41298980)